# Atlético Barbato
O Atlético Barbato  é  um  clube  uruguaio de voleibol indoor, com destaque paraonaipe feminino a cidade de Montevidéu. Desde 2022 está na primeira divisão nacional eatualmente disputa a Super Liga A1 Uruguaia  e obteve qualificação para o Campeonato Sul-Americano de Clubes de 2024.
.

#### Títulos conquistados
- Campeonato Uruguaio (0 vezes):

- Campeonato Sul-Americano: